# Chaenostoma caeruleum
Chaenostoma caeruleum là một loài thực vật có hoa trong họ Huyền sâm. Loài này được (L.f.) Kornhall mô tả khoa học đầu tiên năm 2005.